# Roger Michelot
Roger Michelot, född 8 juni 1912 i Saint-Dizier, död 19 mars 1993, var en fransk boxare.
Michelot blev olympisk mästare i lätt tungvikt i boxning vid sommarspelen 1936 i Berlin.